# Воля-Стемповська
Воля-Стемповська (пол. Wola Stępowska) — село в Польщі, у гміні Кернозя Ловицького повіту Лодзинського воєводства.
Населення — 141 особа (2011).
У 1975-1998 роках село належало до Плоцького воєводства.

## Демографія
Демографічна структура станом на 31 березня 2011 року:
|          | Загалом | Допрацездатний вік | Працездатний вік | Постпрацездатний вік |
| -------- | ------- | ------------------ | ---------------- | -------------------- |
| Чоловіки | 70      | 14                 | 45               | 11                   |
| Жінки    | 71      | 13                 | 35               | 23                   |
| Разом    | 141     | 27                 | 80               | 34                   |